# Hilversumsche Bad- en Zweminrichting
De Hilversumsche Bad- en Zweminrichting is een voormalig zwembad aan de Badhuislaan in Hilversum in de Nederlandse provincie Noord-Holland.
Dit was lange tijd het enige overdekte zwembad en badhuis in Hilversum, maar het gebouw heeft inmiddels een andere bestemming en heeft de status van gemeentelijk monument gekregen.

## Aanloop
De eerste ontwikkelingen van openbare badvoorzieningen in Hilversum zijn te danken aan de Hilversumse huisarts Johannes (Jan) Fredericus van Hengel (1811 - 1892). Van Hengel liet aan de toenmalige Diepeweg in 1857 een gebouwtje oprichten, waarin onder andere zes voor burgers toegankelijke badkamers waren opgenomen, elk voorzien van een verdiept, met marmer bekleed bad. Het bad lijkt gericht te zijn geweest op de meer gegoede burger en had een toegangsgeld was 50 cent. Omstreeks 1955 werd deze badgelegenheid gesloten.
Vervolgens werd in 1885 een openbaar openluchtzwembad gesticht in de Oude Haven door Gerrit Jan Schoterman. Dat was twee jaar na de stichting van het Haagse Badhuis De Mauritskade dat het eerste overdekte zwembad in Nederland was. De Hilversumse, met schuttingen omheinde, bad- en zweminrichting werd in 1898 echter alweer gesloten
Het pad van de Vaartweg naar dit bad werd in 1890 de Badhuislaan genoemd, ofschoon van een badhuis ter plekke nog geen sprake was.
Op 26 oktober 1911 werd de Vereniging Volksbaden Hilversum opgericht. Hetzelfde jaar stichtte de vereniging voor de arbeidersbevolking een openbaar badhuis op de hoek van de Gasthuisstraat 38 en de Mauritslaan aan de havenzijde in een voormalig ziekenhuisje. Dit badhuisje omvatte drie badkuipen en elf douchecellen in een eenvoudige doch praktische uitvoering. Deze voorziening bleek al snel te klein en werd in 1925 afgebroken. Door de activiteiten van de vereniging besloot de gemeenteraad in 1916 twee nieuwe badhuizen te bouwen met als doel te komen tot verbetering van de volksgezondheid. Voor beide badhuizen werd het ontwerp gemaakt door architect W.M. Dudok. In juni 1920 is het nieuwe badhuis aan de Huijgensstraat in gebruik genomen, dat tot 1970 dienst zou doen en in 2004 werd afgebroken. Het badhuis fungeerde ook als schoolbad. Het badhuis aan de Meidoornstraat is in december 1921 in gebruik genomen en functioneerde tot 1975 als badhuis. Daarna werd het een medisch centrum onder de naam 'Het Oude Badhuis'. Dit badhuis is een rijksmonument.

## Oprichting
De initiatieven voor een eerste badhuis van enige omvang kwamen van de Vereniging Hilversumsche Bad- en Zweminrichting die op 30 oktober 1912 de N.V. Hilversumsche Bad- en Zweminrichting stichtte. De N.V. werd op 8 december 1912 bij Koninklijk Besluit goedgekeurd. Het maatschappelijk kapitaal, groot fl. 30.000 was verdeeld over 30 aandelen aan toonder van elk fl. 1.000. De architect Everwijn Verschuyl was voorzitter van het bestuur van de N.V.
Aan de wieg van dit initiatief stonden de industriëlen Geert van Mesdag en F.M. Delfos. Van Mesdag was lid van de directie van de cacao- en chocoladefabriek Koninklijke Van Houten en commissaris van de N.V. Philips Gloeilampen Fabriek. Delfos was onder meer directeur van een cultuurmaatschappij (suiker) op Java (Vorstenlanden) in voormalig Nederlands Oost-Indië. 
De Hilversumse vennootschap verkreeg door de verkoop van aandelen fl. 12.500 voor het oprichten van het zwembadgebouw aan de Badhuislaan. De N.V. liet architect Everwijn Verschuyl een ontwerp maken. Op dinsdag 12 augustus 1913 werd de Hilversumsche Bad- en Zweminrichting met enig feestelijk vertoon geopend, slechts een jaar na de oprichting van de N.V. In die korte bouwtijd is een gebouw gerealiseerd met allure in een eclectische Louis XVI-stijl. Niet alleen aan de buitenzijde maar ook aan de binnenzijde waren de bouwkundige detailleringen en versieringen van stand.
Voor het zwemwater werd gebruik gemaakt van grondwater dat achter het gebouw werd opgepompt uit de nabijgelegem zandgrond. In verband met de lage grondwaterstand van ongeveer -16m (maaiveldhoogte 17 m +NAP zandgrond met het waterpeil van de Oude Haven 1 m +NAP zeer nabij) werd een 15 m. diepe waterput met een diameter van 1,75 m. gemetseld, voorzien van een elektrische grondwaterpomp. Bij de opening in 1913 beschikte de inrichting dus over een 'eigen' watervoorziening, los van het gemeentelijke waterleidingnet. Deze constructie bleek in 1937 bij de heropening defect.

## Vormgeving
De hoofdentree van het badgebouw was gesitueerd in het midden van de voorgevel. Deze bestond uit een met 6 traptreden verhoogd, hardstenen entreebordes met twee hardstenen zijdelingse trappen en voorzien van een baldakeinachtige door 2 forse kolommen ondersteunde overkapping. Het bordes en de beide entreetrappen waren afgezet met een sierlijk met rondingen uitgevoerd smeedijzeren hekwerk.
Het gebouw omvatte verschillende ruimten: receptie- en kantoorruimte, machinekamer, wasserij, ketelhuis en fietsnstalling. Er was ook een ruimte waar vanaf 1937 enkele drukpersen stonden, waaronder een Heidelbergdrukpers voor het eigen drukwerk, zoals zwemdiploma's.
Het badgedeelte omvatte een heren bad- en douche-afdeling, een dames bad- en doucheafdeling en het volksbad. Voor het baden van de dames en heren waren in totaal 21 kuipbaden en 12 doucheruimten beschikbaar. Een kuipbad  kostte hier 75 cent, in het volksbad 25 cent. Via een zijingang kon men via een trap afdalen naar de volksbaden, die onder de herenafdeling was. Onder de damesafdeling was de fietsenstalling.
Bij de zwemzaal was een zitgedeelte voor bezoekers en daarnaast douche- en kleedruimtes. Het zwembad had de ongebruikelijke afmetingen van 9 bij 18 meter met een maximale diepte van 3m en een minimale diepte van ca. 1,5 m. Het zwembad had twee met marmer beklede toegangstrappen met een fraai uitgevoerd stenen ornament van ongeveer 1,75 m hoog met daaraan een grote leeuwenkop met open bek, waaruit het suppletiewater voor het zwembad stroomde. De 40 houten kleedhokjes hadden elk aan de kant van het zwembad slechts een gordijntje.
In de oostgevel van het gebouw waren vijf grote en mooie glas in lood vensters aangebracht, waarvan de bovenranden de daklijn volgden. Deze gebrandschilderde vensters waren in enkelglas uitgevoerd. De beide langsgevels van de zwemzaal waren aan de bovenkant voorzien van grote, enkelglas vensterpartijen, waarvan de bovenste helft van ieder venster voor ventilatie gekierd kon worden open gezet.
In de machinekamer was als hoofdelement een grote, elektrische centrifugaalpomp voor het verversen van het zwembadwater. Dit zwembadwater werd toegevoerd vanuit een viertal grote, betonnen open zandfilters. Deze zandfilters bevonden zich onder de tussenhal bij de hoofdentree van de zwemzaal tegen het kopse diepe gedeelte van het zwembassin. In het ketelhuis lagen als belangrijkste elementen 2 vrijstaande kolen gestookte Cornwallstoomketels. Deze stoomketels waren beide voorzien van een kolentrechter en automatische kolentoevoer naar de vuurhaard. Zodoende konden de stoomketels enige tijd zonder direct toezicht functioneren. Nabij de stoomketels was de benodigde inpandige kolenopslag. Ten behoeve van de afvoer van de rookgassen stond bij de noordgevel tussen de fietsenstalling en het ketelhuis een ronde, gemetselde schoorsteen van ongeveer 25m hoog. De wasserij was voorzien van een professionele wasserij inrichting met een wasmachine, een centrifuge, een grote droogkast, die met stoom werd verwarmd, alsmede waarschijnlijk een strijkmangel.
Boven de hoofdentree was een separate bovenwoning, bestaande uit een woonverdieping en een zolder. Deze woning was via een privé trappenhuis vanuit de entreehal bereikbaar. De woonverdieping bestond uit een ongedeelde woonkamer, drie slaapkamers en een woonkeuken. Er was geen badkamer of doucheruimte.

## Crisis
Omstreeks 1935 is de Hilversumsche Bad- en Zweminrichting aan de Badhuislaan vanwege de crisisjaren en dientengevolge gebrek aan belangstelling tijdelijk gesloten. 
Op 22 juli 1937 is in de Kapelstraat in Hilversum een tweede, nieuw en overdekt zwembad geopend uitsluitend om te zwemmen.
In 1937 heeft de uit Winschoten afkomstige Tjapko Jager de bad- en zweminrichting aan de Badhuislaan 3 gekocht, die de leiding ervan overdroeg aan zijn zoon Remt Klaas Jager. Een zus van Remt Jager, Harmanna (Mannie) Catharina Albronda Jager was badjuffrouw. Beiden hadden een mo-akte lichamelijke opvoeding behaald.
Tijdens de oorlog was het zwembad geopend. Aan het eind van de Tweede Wereldoorlog heeft de bad- en zweminrichting dienstgedaan als noodopvang in verband met de mogelijke inzet van mosterdgas als strijdmiddel. Daartoe was op last van de Duitse bezetters een noodvoorraad steenkolen in de zweminrichting opgeslagen om warm waswater te kunnen maken. De Duitsers dachten bij een gasaanval het water ter bestrijding daarvan nodig te hebben. Met de algemene spoorwegstaking die duurde tot aan de bevrijding op 5 mei 1945, viel de openbare stroomvoorziening en een groot deel van de watervoorziening uit. Daarmee verviel de functie van noodopvang. In september 1944 werd de bad- en zweminrichting noodgedwongen voor onbepaalde tijd gesloten tot het einde van de oorlog.

## Sluiting
Spoedig na de bevrijding in mei 1945 kon de Hilversumsche Bad- en Zweminrichting worden heropend, met als badmeester Teus Wingelaar en mej. Schwann als badjuffrouw. Als snel bleek dat het dak van de zwemzaal spoedig vervangen moest worden. Daarin was inmiddels een gat ontstaan doordat de overmatige condensvorming tot rotting van het dak had geleid. Het complete dakbeschot van de zwemzaal is in 1945 vernieuwd met ongeïsoleerde asbestcement dakplaten. Verder werd dat jaar een chloreerinstallatie in gebruik genomen om het zwemwater te desinfecteren. Hiervoor werd hogedruk chloorgas gebruikt. Een poging om de defecte grondwaterpomp uit de waterput te krijgen, mislukte. 
In de tussenhal tussen de entreehal en de zwemzaal was een grote medaillekast, waarin de zwemvereniging 'De Otter' (1921) de wedstrijdtrofeeën toonde.
Na de Tweede Wereldoorlog werden op verschillende scholen blauwe toegangskaartjes voor de bad- en zweminrichting verkocht, waarmee schoolkinderen op woensdagmiddag konden zwemmen.
Wegens onvoldoende bedrijfsresultaten is in 1948 de Hilversumsche Bad- en Zweminrichting met aanhorigheden verkocht aan Het Apostolisch Genootschap.
Daarom is deze op 27 augustus 1948 definitief gesloten.

## Herbestemming
Gevolg van de sluiting van het bad was dat het beheerdersgezin in 1949 de bovenwoning verliet. Het gebouw werd naar een ontwerp van de architecten B.H. Bakker (1879-1951) en Hendrik Bunders verbouwd tot een kerk. Op 21 augustus 1949 werd het grondig verbouwde pand door het Apostolisch Genootschap als kerk in gebruik genomen.
Had het in 1912/1913 door architect Everwijn Verschuyl ontworpen gebouw aan de Badhuislaan kenmerken van een eclectische Louis XVI-stijl, met de rigoureuze verbouwing in 1949 is dit volledig tenietgedaan. Hoegenaamd alle karakteristieke stijlelementen zijn grondig verwijderd.
Op 8 april 2008 is het gebouw als gemeentelijk monument onder nummer 0402/GMH0073 aangewezen. Tussen 2011 en 2016 heeft het gebouw te koop gestaan. Vanaf november 2013 is de kerkzaal incidenteel gebruikt voor 'Badhuisconcerten'.
Vanaf 2017 tot en met 2019 is zowel het interieur als het exterieur van het gebouw naar ontwerp van architect J.H. Kwa aangepast. De bedoeling is dat het gebruik van het gebouw door een passende verbouwing wordt gewijzigd in een appartementengebouw. De buitengevels worden weer grotendeels hersteld tot de oorspronkelijke, monumentale staat van 1913.